# Споменик палим ратницима из Првог светског рата у Ћуприји
Споменик палим ратницима из Првог светског рата у Ћуприји представља непокретно културно добро као споменик културе.
Споменик је смештен у центру Ћуприје, у некадашњој улици Маршала Тита, данас Карађорђева. Подигнут је 1922. године, у знак захвалности и сећања на грађане Ћуприје погинуле у балканским ратовима и Првом светском рату, од 1912. до 1918. године. Подигнут је иницијативом Удружења ратника, освећење је најављено за 25. октобар.
Рађен је у облику положеног паралелопипеда, са плочом на којој су исписана именима ратника. Средњи део постамента је нешто надвишен и на њему је централни споменик, у облику обелиска. На врху обелиска је скулптура орла. Споменик је урађен од мермера, бронзе и вештачког камена, са декоративним елементима: ловоров лист, стилизовани српски грб, украшене мермерне плоче, орао.